# 9425 Маркончіні
9425 Маркончіні (9425 Marconcini) — астероїд головного поясу, відкритий 14 лютого 1996 року.
Тіссеранів параметр щодо Юпітера — 3,526.